# Diana Mondino
Diana Elena Mondino (Córdoba, 8 d'agost de 1958) és una economista i política argentina. Va ser ministra de Relacions Exteriors, Comerç Internacional i Culte de la República Argentina, designada pel president Javier Milei, des de l'inici del seu mandat. No obstant això, va renunciar a finals d'octubre de 2024.

## Biografia
Diana Mondino va néixer en 1958 a la ciutat de Córdoba, filla del banquer José Víctor Mondino, fundador del Banco Roela, i de María del Carmen Martí. És germana de Guillermo Eduardo Mondino, amb qui comparteix la propietat del Banc Roela, atès que tots dos posseeixen el 49,61 % del capital de l'entitat financera.
Va estudiar economia en la Universitat Nacional de Córdoba, on també va cursar el doctorat en la mateixa disciplina i va defensar la seva tesi, encara que no va completar el títol. El 1982, a 24 anys, va emigrar a Espanya i va obtenir un màster en economia i màrqueting a l'IESE Business School de Navarra, completat el 1986.
Posteriorment, el 2001, va realitzar un màster a la Columbia Business School; el 2018 va obtenir una certificació en Educació Executiva a la Yale School of Management; i el 2019 va completar un postgrau en Ètica en la Universitat de Notre Dame. El 1991, va fundar la seva pròpia empresa, Rysk Analysis.
El 2008 va ser seleccionada per a portar la torxa olímpica a Pequín.

## Carrera política
El 2023 va ingressar a la política com a candidata a diputada per La Llibertat Avança a Buenos Aires. Després que la llista que va integrar obtingués un 17,81% en les eleccions primàries i un 20,44% en les eleccions legislatives, va resultar electa per al període 2023-2027.
Quan Javier Milei va ser elegit president, Mondino va renunciar a la banca per exercir de diputada i poder assumir com a ministra de Relacions Exteriors, Comerç Internacional i Culte.